# Google Ads
Google Ads (antes Google AdWords) es un servicio y un programa de la empresa Google que se utiliza para ofrecer publicidad patrocinada a potenciales anunciantes.
Los anuncios patrocinados de Google Ads aparecen de la siguiente manera:
- En la página de resultados (SERP: search engine results pages) junto con los resultados de búsquedas naturales u orgánicas. Se muestran hasta 4 anuncios en la parte superior y hasta 3 al final de la página, se diferencian de los resultados orgánicos porque incluyen la leyenda "Anuncio" en color negro junto a la URL visible.

Para Google Ads, esta zona se denomina Red de Búsqueda y Socios de Red de Búsqueda, incluyendo otras fuentes relacionadas con Google.
- En zonas de páginas web, en forma de banners, que pueden ser imágenes, vídeos o texto. Esto se conoce por los creadores de páginas web como Google AdSense. Google comparte los ingresos de este tipo de publicidad con los propietarios de las páginas web. En Ads, esta área se denomina Red de Display. Los anuncios son más flexibles que los anuncios de texto de la Red de Búsqueda. Entre los tipos de anuncios se incluyen imágenes, banners dinámicos, vídeos, richmedia, etc.

## Historia
Larry Page y Serguéi Brin crearon un buscador llamado Google en 1996, que en un principio no tenía publicidad, pero ante su éxito cada vez mayor y su necesidad de autofinanciarse, pusieron en marcha Google AdWords (en octubre del año 2000), que posteriormente cambió su nombre a Google Ads (en 2018).
Google Ads es la fuente principal de ingresos de Google y constituye un método de pago por publicidad dinámica para el cliente. Esto significa que el usuario pagará o cobrará por el tráfico generado en un sentido u otro. Los anunciantes, con el concepto de pago por clic, sólo pagarán por aquellos anuncios en los que se ha hecho clic. En la parte de los dueños de páginas web, éstos cobrarán en función del número de clics que los anuncios en su página web hayan generado.
Con la introducción de AdWords en 2000, Google renunció a su política inicial de mantenerse como un buscador completamente libre de publicidad. Hasta ese momento, la ausencia de publicidad quería ser un signo de la independencia de los resultados de una búsqueda, así como una garantía para la velocidad de carga de las páginas de Google. 
Google Ads puede activarse en las páginas de búsqueda de Google, así como también en los numerosos sitios web que pertenecen a la red de publicidad de Google (como son Google Maps o Google Shopping, entre otros). Existen programas de publicidad similares operados por otros buscadores (como por ejemplo Yahoo! Search Marketing o Bing Ads, de Microsoft).
En julio de 2018, tras el cambio más importante en la interfaz de la plataforma, también deciden cambiar el nombre de este servicios y pasa a llamarse Google Ads:
"Este nuevo nombre refleja toda la gama de opciones publicitarias que ofrecemos en las redes de Búsqueda y de Display, en YouTube y en muchos otros sitios y plataformas web."
Google Ads nace como una reacción del gigante tecnológico ante la inminente perdida de mercado por parte de Facebook Ads y es así como solo por medio de esta plataforma se podrá pautar en la red de Display, Search (Por medio de "Smart Campaigns", que será el nuevo módulo de publicidad), YouTube, Google Maps, etc.
Smart Campaigns ofrece la posibilidad de definición de objetivos y optimización de pauta por medio de machine learning e inteligencia artificial.
En 2025, Google Ads introdujo una serie de innovaciones centradas en la automatización y la optimización inteligente de campañas. Entre ellas se destacan los nuevos informes de Performance Max, que permiten a los anunciantes acceder a una mayor visibilidad sobre los términos de búsqueda que activan los anuncios y el rendimiento específico por canal, como Búsqueda, YouTube, red de Display o Discover. Paralelamente, se lanzó AI Max para Search, una modalidad basada en inteligencia artificial que automatiza la creación de anuncios y la segmentación, identificando nuevas intenciones de búsqueda incluso antes de que sean detectadas manualmente por los anunciantes.

## Pago por clic/PPC/CPC
Con el concepto de pago por clic, PPC, los anunciantes pagan a Google por cada clic que un usuario realiza en su anuncio. Es el modelo de negocio conocido como en sus siglas en inglés (CPC, cost per click). 
El precio de cada clic no es fijo sino que se establece mediante subasta y nivel de calidad. Por tanto, depende de la oferta y la demanda así como de otros factores que determinan la calidad y relevancia de ese anuncio. 
La clasificación de los anuncios se hace sobre 3, 7 y 10, que son los paquetes que suele ofrecer Google en los resultados de búsqueda. El hecho de que un anunciante aparezca en una posición u otra se determina al igual que el precio. Su posición variará debido al pago que haga por clic, a la relevancia que tenga el anuncio y la página de aterrizaje, con la búsqueda que hace el usuario.
Así, existen desde anunciantes que han pagado 0.03 dólares por clic hasta anunciantes que han pagado 54 dólares por clic.

## Campañas
Son un conjunto de grupos de anuncios, de palabras clave, anuncios y ofertas que forman parte clave del modo en que está organizada la cuenta. Cada campaña se compone de uno o varios grupos de anuncios.
- Un grupo de anuncios consta de uno o varios anuncios, palabras clave, ubicaciones o métodos de orientación. También se establece una oferta predeterminada para cada grupo de anuncios.
- Es recomendable crear una campaña independiente para cada tema, como por ejemplo, por cada producto que se ofrezca(como banquetes de boda o servicio de cáterin para fiestas), argumentos de venta (como presupuesto gratuito y menús de gourmet) o formas de describir un negocio (como servicio de restauración y servicio de comida a domicilio). A su vez dentro de cada campaña, grupos de anuncios por cada tipo de especialidad o ubicación (como banquetes de boda en Madrid o banquetes de boda en Barcelona). Los anuncios y las palabras clave de cada grupo de anuncios deben estar relacionados directamente con el tema del grupo.[9]

## Funcionamiento
El sistema por el cual Google Ads posiciona el anuncio en un mejor o peor lugar se basa en el ranking que tiene ese anuncio. El ranking es la multiplicación del precio máximo que estás dispuesto a pagar por esa palabra clave (puja o subasta) y el Nivel de Calidad (Quality Score) de esa palabra clave.

## Tipología de Campañas
Existen diferentes tipología de campañas que pueden impulsar:
- Campaña de búsqueda: corresponden a las campañas que tienen el objetivo de visualizar un anuncio en los resultados de búsqueda. Se pueden diferenciar del resto ya que por encima del anuncio figura la etiqueta "Ads" o "Anuncio" dependiendo el idioma de configuración.
- Campaña de display: corresponden a las campañas que muestran anuncios en formato visual (sea con imágenes o videos) en sitios web externos, como medios de comunicación, y aplicaciones incluidas en la Red de Display de Google.
- Campaña de Video: son aquellos anuncios que se visualizan en formato video dentro de la plataforma audiovisual de Google denominada como YouTube.
- Campaña de Aplicaciones: son campañas que desarrollan anuncios que promueven la descarga o visualización de una aplicación móvil.

## Ranking de anuncio en Google Ads
El Ranking de anuncio en Google Ads es lo primero que tienes que tener en cuenta, si tu siguiente paso para darle un impulso a un negocio es realizar campañas de PPC utilizando Google Ads. Mediante este ranking Google Ads posiciona el anuncio. Este ranking de anuncio en Google Ads es una puntuación que se basa en tres factores fundamentales.
1. Puja (CPC max)
2. Quality Score o nivel de calidad
3. El impacto previsto de las extensiones y otros formatos de anuncio

Para calcular el Ranking de anuncio se utiliza el valor de nivel de calidad y la puja que no es más que el CPC máximo
Ranking = CPC max * QS [impacto previsto de las extensiones y otros formatos de anuncio]
El QS obtiene valores de 1 a 10. El impacto previsto de las extensiones y otros formatos de anuncio solo se tendrá en cuenta como desempate. A continuación pondremos un ejemplo:
Existen cuatro anunciantes que compiten por la misma palabra clave.
|              | Puja | Calidad | Ranking |
| Anunciante 1 | 2    | 10      | 20      |
| Anunciante 2 | 3    | 8       | 24      |
| Anunciante 3 | 1    | 6       | 6       |
| Anunciante 4 | 4    | 4       | 16      |

Como se puede ver en la tabla, realizar la mayor puja en la subasta no  garantiza la primera posición. El Anunciante 1, aunque su puja es menor que el Anunciante 4 , tiene mejor posición en el Ranking, porque tiene una mejor calidad. Así mismo con el Anunciante 4, aunque tiene puja más alta, no le garantiza la primera posición en el Ranking de Google Ads.

## Nivel de calidad (quality score)
Google desea preservar la calidad de sus resultados (tanto de orgánicos como de pago). Para ello usa el Nivel de Calidad, que es uno de los factores que influye en el ranking del anuncio. Un Nivel de Calidad alto significa que lo que busca el usuario (término de búsqueda) está muy relacionado con la palabra clave por la que puja el anunciante y también muy relacionado con el anuncio y la página de destino que tiene el anunciantes. El propósito de Google es que la persona que busque obtenga en los resultados de pago tan buen resultado a sus búsquedas como en los resultados orgánicos.  

### Factores que determinan el nivel de calidad de los anuncios (quality score)
El segundo factor para determinar el Ranking de anuncio en Google AdWords es lo que llaman el Quality Score o nivel de calidad. Las componentes del nivel de calidad son las siguientes: el porcentaje de clics previsto, la relevancia del anuncio y la experiencia de la página de destino. El porcentaje de clics previsto mide la probabilidad de que hagan clic en sus anuncios cuando se muestran para esa palabra clave, independientemente de la posición del anuncio, las extensiones y otros formatos de anunció que pueden afectar a la visibilidad de sus anuncios. La relevancia del anuncio no es más que la concordancia que existe entre el término de búsqueda (palabra clave) y el anuncio, no sería bueno que su anunció que es de “peras”, se mostrara cuando alguien esté buscando “manzanas”. La experiencia de la página de destino tiene que ver con que cuando un usuario da clic en su anuncio se encuentre realmente lo que se describe en el anuncio y le sea útil. Las páginas de destino con puntuaciones más altas normalmente están bien organizadas y tienen texto que se relaciona con los términos de búsqueda de un usuario.

## Medición e informes
El sistema de publicidad AdWords también permite integrarse con «Google Analytics» y poder de esta manera, generar informes de rendimiento entre otras posibilidades.

## Otros productos de Google
- Google Analytics
- Google AdSense
- Google Search Console
- Google Spanner Cloud